# Élivágar
En la mitología escandinava, Élivágar (Olas de hielo ) son ríos que existían en Ginnungagap en el comienzo del mundo.
La Edda Prosaica relata:
Las corrientes llamadas Olas de hielo, aquellas que eran de tal longitud que venían de las fuentes mismas, y que el veneno mohoso sobre ellas se endureció como la escoria que queda del fuego, esta luego se convirtió en hielo y cuando el hielo cesó y dejó de correr, se congeló encima. Pero la llovizna que se levantó del veneno se congeló a escarcha y la escarcha crecía, helada sobre helada, una sobre otra, aun en el Ginnungagap, el vacío abismal. Gylfaginning 5, Traducción al español basada en la traducción de Brodeur
Los once ríos tradicionalmente asociados con el Élivágar incluyen el Svöl, el Gunnthrá, el Fjörm, el Fimbulthul, el Slíd, el Hríd, el Sylgr, el Ylgr, el Víd, el Leiptr y el Gjöll (que es el que fluye más cerca de la entrada al infierno y sobre el cual está el puente Gjallarbrú), aunque muchos otros ríos son mencionados en ambas Eddas.
El Élivágar también aparece en los orígenes de Ymir, el primer gigante. De acuerdo a Vafþrúðnismál, Ymir se formó con el veneno que goteaba de los ríos.
En el Gylfaginning, Snorri se explaya en esta noción de forma considerable.Como se menciona anteriormente, cuando el moho venenoso del Élivágar se congelaba y se extendía, caía como una lluvia a través del suave aire de Ginnungagap. La escarcha, que se creaba por el frío del Niflheim de donde el Élivágar tenía sus fuentes en Hvergelmir, comenzaba a llenar el vacío. Luego se combinó con el fuego y calor del Muspelheim, derritiéndose, goteando y dándole forma a Ymir, progenitor de los gigantes de la escarcha.
En otra parte del Gylfaginning se establece que "hay tantas serpientes en el Hvergelmir con Nídhögg que ninguna lengua puede enumerar". Estas serpientes son probablemente la fuente del veneno al que se hace referencia en el mito.